# Rubén Darío Gigena
Para el futbolista de nombre parecido, véase Darío Alberto Gigena.
Rubén Darío Gigena (n. Bahía Blanca, provincia de Buenos Aires, Argentina, 2 de octubre de 1980) es un exfutbolista argentino. Jugaba de delantero y su último club fue el Sporting de Punta Alta.

## Trayectoria
Se inició jugando en el Club Libertad de su ciudad natal, Bahía Blanca, donde se desempeñaba como mediocampista central. A los catorce años, tras buenas actuaciones, clubes de la Primera División de Argentina como Independiente y Huracán se fijaron en él, pero quien finalmente lo llevó a sus divisiones inferiores fue Newell's Old Boys. En el club rosarino comenzó a jugar como delantero logrando un buen rendimiento, lo cual lo llevó a la selección sub-17 de su país. El 9 de abril de 2000 finalmente debutó en Primera División, en la victoria de Newell’s Old Boys frente a Lanús. En el club rosarino tuvo buenas actuaciones, pero no le alcanzó para ser el jugador que el club buscaba.[cita requerida] Tras un año y medio jugando en ese equipo, Gigena partió a The Strongest de la Primera División de Bolivia.
En The Strongest comenzó a ser figura, convirtiendo en un año y medio 41 goles por la liga local en 48 partidos jugados. Además consiguió un bicampeonato y pudo jugar la Copa Libertadores 2003 y la Copa Sudamericana 2003. En The Strongest aún es recordado como uno de los grandes jugadores que han pasado por su club en su centenaria historia. Tras su buen rendimiento en el fútbol boliviano los dirigentes del Club Libertad de Paraguay se fijaron en él y lo contrataron. En el fútbol paraguayo no pudo rendir como lo había hecho en Bolivia, con lo cual en seis meses solo pudo jugar tres partidos y no marcó goles. Más tarde fue fichado por Cruz Azul Oaxaca, que por ese entonces militaba en la segunda división del fútbol mexicano.
En Cruz Azul Oaxaca volvió su racha goleadora que había tenido en The Strongest, llegando incluso a ser el goleador del Torneo Clausura 2005 con 17 tantos. Tras 79 partidos jugados y 52 goles convertidos en dos años, fue traspasado a otro club de la división de ascenso mexicana: Indios de Ciudad Juárez. En este nuevo club no cumplió con las expectativas generadas tras sus actuaciones en el anterior y solo logró 8 goles en 27 partidos jugados.
En julio de 2007 se confirmó su regreso al fútbol paraguayo, pero esta vez para jugar por Cerro Porteño. Su estadía en este club no fue la esperada por Gigena, ya que no fue muy tenido en cuenta por el director técnico y pasó la mayor parte de la temporada jugando en el torneo de Reserva. En el equipo titular convirtió solo un gol (en la última fecha del Torneo Clausura). Tras dos frustrantes pasos por el fútbol paraguayo se le dio una tercera oportunidad en esta liga, esta vez en Sportivo Luqueño. Allí tuvo la oportunidad de brillar, logrando convertir 11 goles en 15 partidos jugados en tan solo seis meses y quedando solo a dos del goleador del Torneo Apertura de 2008.
Su buena participación con Sportivo Luqueño en la Copa Libertadores 2008 llamó la atención del técnico Raúl Toro para llevarlo a Audax Italiano de Chile, concretándose su traspaso a mediados de 2008. En Audax no comenzó muy bien, pero mejoró notablemente en su segundo torneo con esta camiseta, en el que convirtió 17 tantos en 22 partidos. Tras su buen paso por Audax Italiano surgieron nuevamente varias ofertas, pero la mejor fue la proveniente de Al-Qadisiya de Arabia Saudita, que recién había ascendido a la primera división de su país.
En Al-Qadisiya solo pudo disputar dos partidos oficiales debido a problemas económicos del club. Finalmente, pese a que aún le quedaban dos años y medio de contrato, terminó rescindiéndolo y volviendo a Chile para jugar por el recién ascendido Santiago Wanderers. Durante la temporada 2010 no rindió de buena manera como lo había hecho en su anterior paso por Chile, con lo cual, al finalizar su contrato, este no fue renovado. A fines de 2010 fue contratado por Deportes Iquique.
En 2012 volvió al club en el que se inició, Libertad de Bahía Blanca, para jugar en la segunda división de la Liga del Sur de Bahía Blanca y ser campeón del Torneo Apertura del Promocional. Luego pasó por el Club Atlético Unión (Villa Krause) y Sol de América de Formosa, del Torneo Argentino B. Volvió a Tiro Federal de Bahía Blanca para disputar el Torneo Federal A 2015. Al finalizar la temporada del Torneo Federal A decidió regresar a Libertad de Bahía Blanca para disputar el fútbol de la Liga del Sur, un proyecto a largo plazo por parte del club para apuntar a los torneos de ascenso.
En el ocaso de su carrera, emigró a Club Atlético Sporting y jugó sus últimos años en el equipo puntaltense. Primero se consagró campeón del torneo apertura de la Liga del Sur al derrotar en la final extra a Club Villa Mitre. El partido se jugó a mitad de año en la cancha de su ex club, Tiro Federal, y ganó por la mínima diferencia gracias al festejo de Miguel Sanhueza.

## Selección nacional
Fue seleccionado Sub-17 de la Selección de fútbol de Argentina y formó parte del equipo que logró el subcampeonato del Sudamericano Sub-17 de 1997 realizado en Paraguay. Luego de eso no volvió a ser llamado a la selección albiceleste.
Dos de sus goles fueron muy importantes para que el equipo consiga este segundo lugar en el podio. Primero, en fase de grupos, pudo anotar en la paliza del combinado albiceleste contra Venezuela por 6-0. Días más tarde, en la gran final, abrió el marcador con un cabezazo, aunque lamentablemente Argentina no pudo sostener la victoria y terminó cayendo por 2-1 ante Brasil.

## Clubes
| Club                         | País           | Año       |
| ---------------------------- | -------------- | --------- |
| Newell's Old Boys            | Argentina      | 1999-2002 |
| The Strongest                | Bolivia        | 2002-2003 |
| Libertad                     | Paraguay       | 2004      |
| Cruz Azul Oaxaca             | México         | 2004-2006 |
| Indios                       | México         | 2006-2007 |
| Cerro Porteño                | Paraguay       | 2007      |
| Sportivo Luqueño             | Paraguay       | 2008      |
| Audax Italiano               | Chile          | 2008-2009 |
| Al-Qadisiya                  | Arabia Saudita | 2009      |
| Santiago Wanderers           | Chile          | 2010      |
| Deportes Iquique             | Chile          | 2011      |
| Libertad de Bahía Blanca     | Argentina      | 2012      |
| Unión de Villa Krause        | Argentina      | 2012      |
| Sol de América               | Argentina      | 2013-2014 |
| Tiro Federal de Bahía Blanca | Argentina      | 2014-2015 |
| Libertad de Bahía Blanca     | Argentina      | 2016-2019 |
| Sporting de Punta Alta       | Argentina      | 2019-2020 |

## Palmarés

### Campeonatos
| Título                                                  | Club                   | País      | Año  |
| ------------------------------------------------------- | ---------------------- | --------- | ---- |
| Torneo Apertura de Primera División                     | The Strongest          | Bolivia   | 2003 |
| Torneo Clausura de Primera División                     | The Strongest          | Bolivia   | 2003 |
| Apertura 2012 del Torneo Promocional de la Liga del Sur | Club Atlético Libertad | Argentina | 2012 |
| Apertura 2019 de la Liga del Sur                        | Sporting de Punta Alta | Argentina | 2019 |

### Distinciones individuales
| Distinción                                                              | Año  |
| ----------------------------------------------------------------------- | ---- |
| Campeón de Goleo del Torneo Clausura de la Primera División A de México | 2005 |